# Mimudea flavofimbriata
Mimudea flavofimbriata là một loài bướm đêm trong họ Crambidae.